# Bø (Telemark)
Pour les articles homonymes, voir Bø.
Bø est une commune de Norvège, située dans le comté de Telemark.
Elle borde les communes de Notodden au nord, Sauherad à l'est, Nome au sud, Kviteseid et Seljord à l'ouest.

## Démographie
Bø compte 5 771 habitants en 2012.

## Géographie
Bø a une superficie de 266 km2. Son point culminant est le Øysteinnatten (altitude 1 173 m).

## Administration
Le maire de Bø est Monsieur Arne Storhaug (Arbeiderpartiet - Parti travailliste).

## Économie
L'économie consiste pour l'essentiel d'agriculture et de sylviculture, et du tourisme. C'est aussi une ville étudiante avec l'université Høyskolen i Telemark qui compte environ 4 900 étudiants et 500 employés.

## Journal
Bø a un journal Bø Blad auquel presque tous les foyers sont abonnés.
- Bø Blad

## Personnalités liées à la commune
- Margunn Bjørnholt (née en 1958), sociologue et économiste norvégienne.